# El Tossal (Pinell de Solsonès)
El Tossal és una muntanya de 747 metres al municipi de Pinell de Solsonès, a la comarca del Solsonès.